# الدوري الكوري الجنوبي لكرة السلة للسيدات
الدوري الكوري الجنوبي لكرة السلة للسيدات (هانغل: 한국여자프로농구) هو دوري كرة سلة للسيدات في كوريا الجنوبية تأسس في سنة 1998 تلعب فيه 6 فرق.

## وصلات خارجية
- الموقع الرسمي